# 줄리아 사왈라
줄리아 사왈라(Julia Sawalha, 1968년 9월 9일 ~ )는 잉글랜드의 배우이다.

## 출연 작품
- 앱솔루틀리 패벌러스: 더 무비 (2016)
- 라크 라이즈 투 캔들포드 시즌4 (2011)
- 라크 라이즈 투 캔들포드 시즌1 (2008)
- 크랜포드 (2007)
- 혼블로워 - 의무 (2003)
- 혼블로워 - 충성 (2003)
- 라스트 쇼 (2002)
- 치킨 런 (2000)
- 오만과 편견 (1995)
- 햄릿 만들기 (1995)
- 키퍼 (1994)
- 앱솔루틀리 패벌러스 (1992)